# Deprotonacija
Deprotonacija je odcepitev protona (vodikovega kationa H+) iz Brønsted–Lowryjeve kisline v kislo-bazični reakciji, pri čemer nastane konjugirana baza te kisline. Komplementaren proces je protonacija - prenos odcepljenega protona na  Brønsted–Lowryjevo bazo, pri čemer nastane konjugirana kislina te baze.
Spojine, ki so lahko donorji (darovalci) in akceptorji (prejemniki) protona so amfoterne. Takšna je na primer molekula vode (H2O), ki lahko prejme proton in tvori hidronijev ion H3O+: 
H2O  + H+ {\displaystyle \rightleftharpoons } H3O+
ali odcepi proton in preide v hidroksidni ion OH−:
H2O  {\displaystyle \rightleftharpoons } OH- + H+
Merilo zmožnosti molekule, da odcepi proton, je njena disociacijska konstanta  Ka. Zaradi velikega razpona vrednosti Ka različnih molekul, se v praksi pogosteje uporablja njena pKa, ki je enaka negativni vrednosti desetiškega logaritma vrednosti Ka:
pKa = -log10Ka
Majhne vrednosti pKa kažejo, da je spojina kisla in zlahka prenese proton na bazo. Na pKa vpliva veliko dejavnikov, od katerih je najpomembnejša stabilnost konjugirane baze. Njena stabilnost je določena predvsem z njeno zmožnostjo (ali nezmožnostjo), da stabilizira negativni naboj.  Eden od najpomembnejših načinov za doseganje zmožnosti konjugirane baze, da porazdeli negativni naboj, je resonanca. Na povečanje stabilnosti vplivajo skupine, ki odvzemajo elektrone in s tem izboljšajo  porazdelitev naboja. Skupine, ki oddajajo elektrone, poslabšajo porazdelitev naboja in s tem zmanjšajo stabilnosti konjugirane baze. K stabilizaciji negativnega naboja lahko pripomore tudi topilo.  
Baze,  uporabne za deprotonacijo, so odvisne od pKa spojine.  Če spojina ni posebno kisla, se pravi da nerada odcepi proton, so za njeno deprotonacijo potrebne močne baze, znane kot hidroksidi. Učinkoviti deprotonatorji so tudi hidridi, najpogosteje natrijev (NaH) in kalijev hidrid (KH). Hidridi s sproščenim protonom tvorijo plinasti vodik (H2), ki je nevaren in se lahko s kisikom iz zraka vname. Deprotonacija s hidridi se mora zato opraviti v inertni, običajno dušikovi atmosferi. 
Deprotonacija je lahko pomemben korak v kemijski reakciji. Kislo-bazične reakcije so običajno hitrejše od drugih korakov, ki lahko vplivajo na hitrost reakcije. Konjugirana baza je bolj bogata z elektroni kot molekula, iz katere je nastala, zato lahko spremeni njeno reaktivnost. Z deprotonacijo alkoholov, na primer, nastajajo negativno nabiti alkoksidi, ki so mnogo močnejši nukleofili. 